# 澳門巴士88T路線
澳門巴士88T路線是已取消的路線，由澳巴與新福利聯營，往返旅遊塔和司打口。

## 簡介及歷史
- 2018年6月30日，為配合民政總署於新馬路開展排水系統改善及路面重鋪工程，期間該路段臨時改為單向行車，即車輛取道新馬路只能由中區前往十六浦方向，15條路線需要改道行駛。可見及此，交通事務局提供開設免費接駁路線，並正式編號為88T，方便司打口、下環及媽閣居民前往旅遊塔轉乘部分受改道影響的路線繼續前往目的地。[1][2][3][4][5][6][7][8]

- 2018年8月1日，本線改由澳巴與新福利聯營。[9]

- 2018年8月17日，因新馬路排水系統改善及路面重鋪工程完工並恢復雙向行車，本線結束服務。[10][11][12][13]

## 特色
- 本線是唯一一條新福利與新時代聯營的路線，亦是新時代與澳巴合併前的最後一條新增路線。
- 本線是繼2011年新巴士模式後首條新福利與澳巴聯營臨時路線。

## 使用車輛

### 新時代
2018年6月30日至7月中旬：
- 宇通ZK6902HG

2018年7月中旬至31日：
- 宇通ZK6770HG

### 澳巴
2018年8月1日至16日：
- 宇通ZK6770HG

### 新福利
2018年6月30日至7月中旬：
- 蘇州金龍KLQ6108GQ28E4
- 蘇州金龍KLQ6108GQE5

2018年7月中旬至8月16日：
- 三菱Rosa

## 路線資料

### 收費
- 免費

### 服務時間及班距
| 服務時間         | 每天        |             |
| ---------------- | ----------- | ----------- |
| 旅遊塔／行車隧道 | 05:30-01:00 | 05:30-01:00 |
| 班距             | 6-12分鐘    |             |

### 路線停站
| 88T  | 旅遊塔 ↺ 司打口 | 旅遊塔 ↺ 司打口  | 旅遊塔 ↺ 司打口 |
| 序號 | 循環線          | 循環線           |                 |
| 序號 | 站號            | 站名             |                 |
| 1    | M182/2          | 旅遊塔／行車隧道 |                 |
| 2    | M3/2            | 媽閣總站         |                 |
| 3    | M183/2          | 河邊新街／凱泉灣 |                 |
| 4    | M140/2          | 河邊新街／李道巷 |                 |
| 5    | M139/2          | 司打口           |                 |
| 6    | M184            | 河邊新街／街市   |                 |
| 7    | M188            | 河邊新街／下環   |                 |
| 8    | M203/1          | 媽閣廟站         |                 |
| 9    | M182/2          | 旅遊塔／行車隧道 |                 |

## 外部連結
- （繁體中文）澳門新福利公共汽車有限公司官方網站 （页面存档备份，存于）
- 澳門新時代公共汽車股份有限公司（官方網站）
- 澳門公共汽車有限公司(官方網站) （页面存档备份，存于）